# بورا أولان دانو براتان

صورة للمعبد

بورا أولان دانو براتان أو بورا براتان، معبد للمياه في جزيرة بالي بإندونيسيا،
و هو يقع على مشارف بحيرة براتان في الجبال قرب بيديغول، وجاء في منطقة صبيب المياه، ويعتبر هذا المعبد الرئيسي للمنطقة وله عدة فروع صغيرة في بيديغول.